# Esgrima nos Jogos Pan-Americanos de 2015 - Sabre por equipes feminino
A competição do sabre por equipes feminino foi um dos eventos da esgrima nos Jogos Pan-Americanos de 2015, em Toronto. Foi disputada no  Toronto Pan Am Sports Centre no dia 23 de julho.

## Calendário
Horário local (UTC-4).
| Data        | Horário | Fase                      |
| ----------- | ------- | ------------------------- |
| 23 de julho | 09:05   | Quartas de final          |
| 23 de julho | 10:15   | Disputa do 5º ao 8º lugar |
| 23 de julho | 11:25   | Semifinal                 |
| 23 de julho | 17:05   | Disputa pelo bronze       |
| 23 de julho | 19:05   | Final                     |

## Medalhistas
| Ouro   | USA Ibtihaj Muhammad Mariel Zagunis Dagmara Wozniak   |
| Prata  | MEX Úrsula González Paola Pliego Julieta Toledo       |
| Bronze | VEN Alejandra Benítez Milagros Pastran Shia Rodriguez |

## Resultados
|  | Quartas de final | Quartas de final         | Quartas de final |            |          | Semifinal          | Semifinal           | Semifinal           |                     |  | Final | Final              | Final |
|  |                  |                          |                  |            |          |                    |                     |                     |                     |  |       |                    |       |
|  | 1                | USA Estados Unidos       | 45               |            |          |                    |                     |                     |                     |  |       |                    |       |
|  | 8                | ESA El Salvador          | 25               |            |          |                    |                     |                     |                     |  |       |                    |       |
|  | 8                | ESA El Salvador          | 25               |            | 1        | USA Estados Unidos | 45                  |                     |                     |  |       |                    |       |
|  |                  |                          |                  |            | 1        | USA Estados Unidos | 45                  |                     |                     |  |       |                    |       |
|  |                  | 5                        | CUB Cuba         | 33         |          |                    |                     |                     |                     |  |       |                    |       |
|  | 5                | 5                        | CUB Cuba         | 33         | CUB Cuba | 45                 |                     |                     |                     |  |       |                    |       |
|  | 5                |                          |                  |            | CUB Cuba | 45                 |                     |                     |                     |  |       |                    |       |
|  | 4                | CAN Canadá               | 39               |            |          |                    |                     |                     |                     |  |       |                    |       |
|  |                  |                          |                  |            |          |                    |                     |                     |                     |  | 1     | USA Estados Unidos | 45    |
|  |                  |                          | 2                | MEX México | 31       |                    |                     |                     |                     |  |       |                    |       |
|  | 3                | VEN Venezuela            | 45               |            |          |                    |                     |                     |                     |  |       |                    |       |
|  | 6                | DOM República Dominicana | 36               |            |          |                    |                     |                     |                     |  |       |                    |       |
|  | 6                | DOM República Dominicana | 36               |            | 3        | VEN Venezuela      | 36                  |                     |                     |  |       |                    |       |
|  |                  |                          |                  |            | 3        | VEN Venezuela      | 36                  |                     |                     |  |       |                    |       |
|  |                  | 2                        | MEX México       | 45         |          |                    | Disputa pelo bronze | Disputa pelo bronze | Disputa pelo bronze |  |       |                    |       |
|  | 7                | BRA Brasil               | 27               |            |          |                    | 5                   | CUB Cuba            | 38                  |  |       |                    |       |
|  | 2                | MEX México               | 45               |            |          |                    |                     |                     |                     |  | 3     | VEN Venezuela      | 45    |

### Disputa do 5º   ao 8º lugar
|  | Classificação | Classificação            | Classificação |  |  | Diputa pelo 5º lugar  | Diputa pelo 5º lugar     | Diputa pelo 5º lugar  |
|  |               |                          |               |  |  |                       |                          |                       |
|  | 8             | ESA El Salvador          | 32            |  |  |                       |                          |                       |
|  | 4             | CAN Canadá               | 45            |  |  |                       |                          |                       |
|  |               |                          |               |  |  | 4                     | CAN Canadá               | 45                    |
|  |               |                          |               |  |  | 7                     | BRA Brasil               | 38                    |
|  | 6             | DOM República Dominicana | 41            |  |  |                       |                          |                       |
|  | 7             | BRA Brasil               | 45            |  |  | disputa pelo 7º lugar | disputa pelo 7º lugar    | disputa pelo 7º lugar |
|  |               |                          |               |  |  | 8                     | ESA El Salvador          | 29                    |
|  |               |                          |               |  |  | 6                     | DOM República Dominicana | 45                    |

## Classificação final
| Colocação         | Nacionalidade            | Atleta                                                         |
| ----------------- | ------------------------ | -------------------------------------------------------------- |
| Medalha de ouro   | USA Estados Unidos       | Ibtihaj Muhammad Mariel Zagunis Dagmara Wozniak                |
| Medalha de prata  | MEX México               | Úrsula González Paola Pliego Julieta Toledo                    |
| Medalha de bronze | VEN Venezuela            | Alejandra Benítez Milagros Pastran Shia Rodriguez              |
| 4                 | CUB Cuba                 | Yaritza Goulet Jennifer Morales Darlin Robert                  |
| 5                 | CAN Canadá               | Pamela Brind’Amour Gabriella Page Marissa Ponich               |
| 6                 | BRA Brasil               | Marta Baeza Centurion Giulia Gasparin Karina Lakerbai          |
| 7                 | DOM República Dominicana | Rossy Félix Maybelline Johnnson Heyydys Ysabel                 |
| 8                 | ESA El Salvador          | Madeline Hernandez Elias Alba Marroquin Castañeda Fatima Tobar |